# Эгг (остров)
Эгг (Эйг, Эйгг; англ. Eigg, гэльск. Eige) — остров в архипелаге Внутренних Гебридских островов, на западе Шотландии. Лежит к северу от полуострова Арднамерхан и к югу от острова Скай. Исторически относился к области Гарморан, ныне административно входит в состав округа Хайленд, Размеры острова: 9 км х 5 км.
Наряду с Рамом, Канной и Маком образует архипелаг Смолл-Айлс.

## География
Деревня Кледэйл, главное поселение острова, располагается в его северо-западной части на территории плодородной береговой долины. Этот уголок острова знаменит своими песчаными кварцевыми пляжами — так называемыми «поющими песками». Центральную часть острова занимает болотистое плато, на территории которого на 393 м над уровнем моря возвышается гора Ан-Скурр. В ясную погоду с её вершины открывается эффектная панорама близлежащих островов Малл, Колл, Мак и Рам, а также вид на горы Лохабера на территории большой земли.

## Население
По результатам переписи в 2001 года население острова составляло 87 человек, а по данным переписи 2011 года численность сократилось до 83 человек.

## Охрана природы
В 1997 году остров перешел под опеку организации Isle of Eigg Heritage Trust, которую совместно основали жители острова, окружной совет Хайленда и шотландский фонд охраны живой природы Scottish Wildlife Trust.

## Транспорт
Остров связан паромной переправой с поселком Маллейг, в котором находится конечная станция железной дороги West Highland Line.